# Антагониста (уметност)
Антагониста (грч. ἀνταγωνιστής — противник, непријатељ, супарник), лик (или група ликова) којем се најчешће супротстављају протагонисти, главни јунаци неког књижевног, позоришног или филмског дела.